# Cedomil Goic
Cedomil Goic (Antofagasta, 3. ožujka 1928.), istaknuti je čileanski profesor španjolskog jezika i književni kritičar. Akademski status doktora filozofije (Doctor en Filosofía) stekao je na Čileanskom sveučilištu. U karijeri bio je direktorom Centra studija čilske književnosti (Centro de Estudios de Literatura Chilena) Papinsko katoličko sveučilište Čilea (Pontificia Universidad Católica de Chile), direktorom utemeljiteljem revije književne analize Revista Chilena de Literatura i Anales de Literatura Chilena te utemeljiteljem revije Odjela za romanske jezike sveučilišta u Michiganu: Dispositio. 1969. je godine dobio općinsku nagradu grada Santiaga (Premio Municipal de Santiago) u kategoriji eseja za svoj rad «La novela chilena».

## Djela
- 1956. - «La Poesía de Vicente Huidobro»
- 1968. - «La novela chilena»
- 1972. - «Historia de la Novela Hispanoamericana»
- 1983. - «La novela de la revolución mexicana»
- 1988., 1989. i 1991. - «Historia y Crítica de la Literatura Hispanoamericana»
- 1992. - «Los mitos degradados»